# Excelsior Springs
Excelsior Springs is een plaats (city) in de Amerikaanse staat Missouri, en valt bestuurlijk gezien onder Clay County en Ray County.

## Demografie
Bij de volkstelling in 2000 werd het aantal inwoners vastgesteld op 10.847.
In 2006 is het aantal inwoners door het United States Census Bureau geschat op 11.650, een stijging van 803 (7,4%).

## Geografie
Volgens het United States Census Bureau beslaat de plaats een oppervlakte van
25,5 km², waarvan 25,4 km² land en 0,1 km² water. Excelsior Springs ligt op ongeveer 268 m boven zeeniveau.

## Plaatsen in de nabije omgeving
De onderstaande figuur toont nabijgelegen plaatsen in een straal van 8 km rond Excelsior Springs.

## Geboren
- Donald Judd (1928-1994), schilder en beeldhouwer